# 水晶肴肉

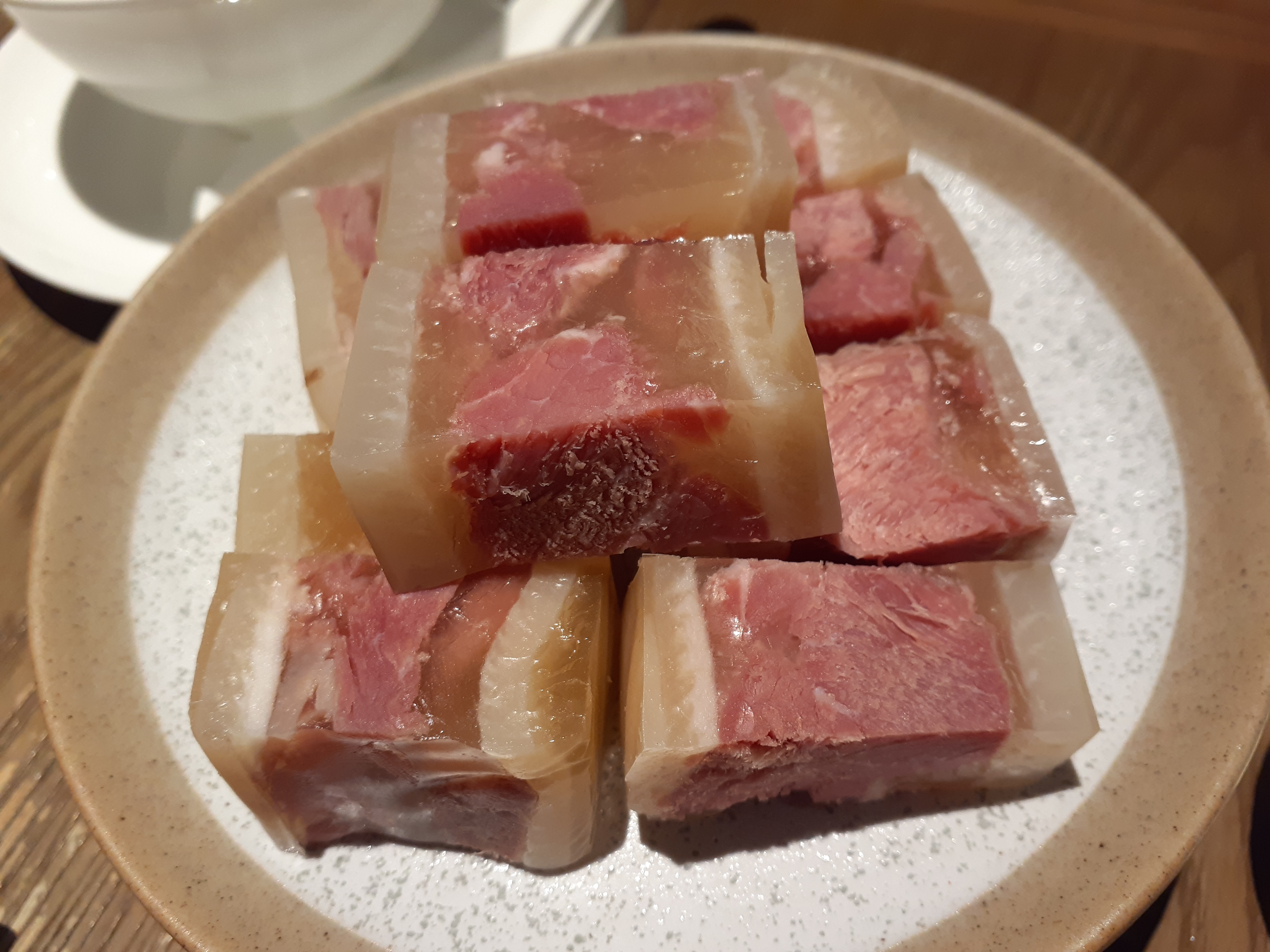
肴肉

水晶肴肉又称水晶肴蹄，是江苏镇江的一款名菜，迄今已有300多年的历史。该菜以猪蹄为主料，经精盐和硝水（硝酸钾或硝酸钠溶液）腌制，辅以花椒、八角、葱段、薑片、绍酒等炖煮而成。此菜瘦肉香酥、肥肉不腻，因其肉色鲜红、皮色晶莹、卤冻透明，故称“水晶”。食用时若佐以薑丝和镇江香醋，风味更佳。

## 歷史
相傳鎮江有對夫妻一次醃製豬手時，丈夫誤將做爆竹的硝當鹽來使用。豈料用硝醃製的豬手，色澤紅艷，很是誘人。鎮江話硝肴兩字同音，因硝肉不好聽，就改為「肴肉」。自此香、酥、鮮、嫩的肴肉便成為了能登堂入室的淮揚名菜。
但是宋《廣韻》有“肴：……凡非穀而食曰肴……胡茅切”。“肴”的形旁是肉，不帶穀物的肉食叫“肴”。那麼“肴”應該就是本字，不是源自“硝”。

## 德国肴肉

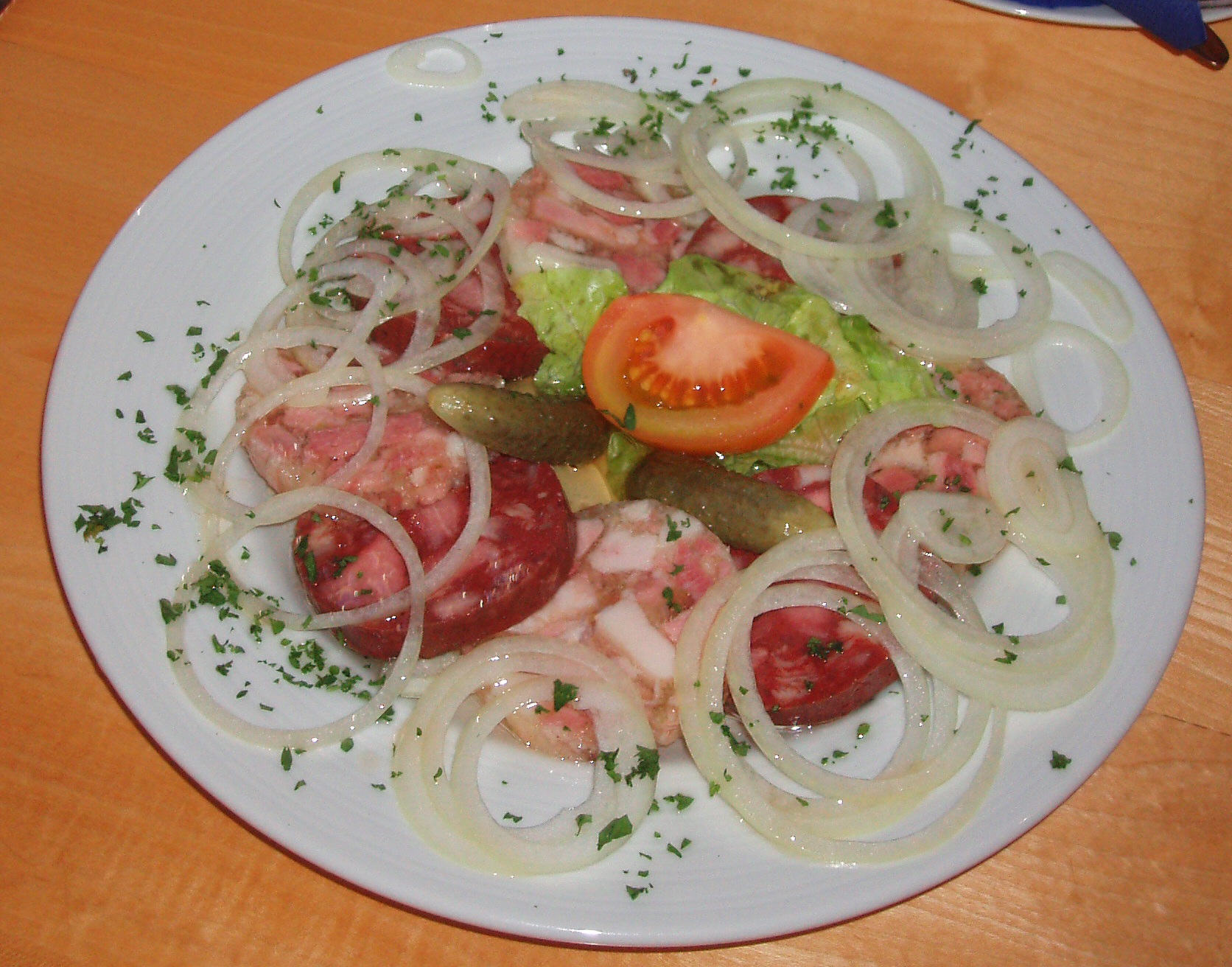
巴伐利亚的肴肉

肴肉在德国称“压制香肠”（Presswurst）、“压制头”（Presskopf）或“压制包”（Presssack），主要用猪头肉、猪肉和猪心等做成。各地主料与香料各不相同。多配洋葱及酸黄瓜作为凉菜，也可佐煎馬鈴薯（Bratkartoffel）。

## 多羅千卡
多羅千卡（Tlačenka）是捷克和斯洛伐克地區一種和水晶肴肉類似的豬肉料理，這種料理和波蘭的薩爾載松（salceson）類似。